# Ernest Garcia
Josep Ernest Garcia i Garcia, plus connu comme Ernest Garcia ou Ernest García, né à Alicante en 1948, est un sociologue, écrivain et militant politique espagnol, professeur de sociologie et d'anthropologie à l'université de Valence.

## Militance politique
Militant communiste dans la clandestinité pendant ses études universitaires, il est durant la transition démocratique l'un des fondateurs du Parti communiste du Pays valencien (PCPV), section régionale du Parti communiste d'Espagne (PCE).
Membre du comité central du PCE, il est au sein du parti représentant d'un courant nationaliste (valencianiste) et réclamant plus de démocratie interne dans le parti, avec Emèrit Bono opposé à celui plus régionaliste et centraliste incarné par Antonio Palomares,. Il est secrétaire général du PCPV entre 1979 et 1980.
Il est le premier à être exclu du comité central du PCE, avec d'autres dirigeants comme Bono et Pilar Brabo, avant son exclusion totale du parti en septembre 1980.
Par la suite il intègre le parti Unitat del Poble Valencià, dans les listes duquel il concourt aux élections générales de 1986.
En 2007 il est décrit comme proche de l'écologisme politique.

## Carrière universitaire
Titulaire d'un doctorat en philosophie, il enseigne la sociologie à l'université de Valence à partir de 1971. Ses travaux portent notamment sur la méthodologie des sciences sociales, le changement et le conflit social, la sociologie de l'éducation et la sociologie de l'environnement.
En 1983 il remporte avec Bono le prix d'essai Joan Fuster avec l'étude sociopolitique  Les cendres de maig. Materials per a la crítica dels projectes alternatius (« Les cendres de mai. Matériaux pour la critique des projets alternatifs »)
Il est professeur de sociologie et d'anthropologie à l'université de Valence, directeur du Département de sociologie et d'anthropologie sociale de cette université entre 1990 et 1993, et premier doyen de sa Faculté des sciences sociales, créée en 1998.
Auteur de plus de cent ouvrages ou articles, il contribue également dans la presse.

## Publications
Travaux sélectionnés.
- Les cendres de maig (1995)
- València, l'Albufera, l'horta: medi ambient i conflicte social (1997)
- Relaciones laborales y medio ambiente (1997)
- La sostenibilidad del desarrollo: el caso valenciano (1998)
- Medio ambiente y sociedad (2004)
- Ecología e igualdad: Hacia una relectura de la teoría sociológica en un planeta que se ha quedado pequeño (2021)